# Женщина на пляже (фильм, 1955)
«Женщина на пляже» (англ. Female on the Beach) — американская криминальная мелодрама режиссёра Джозефа Пивни 1955 года.

## Сюжет
Линн Маркем переезжает в пляжный домик своего бывшего мужа на следующий день после того, как его бывшая жительница — Элоиза Кренделл — сбрасывается с прибрежной скалы. К тому же Линн обнаруживает, что в её новом доме обосновались (и чувствуют себя «как дома») её агент по недвижимости и сосед по имени Драммонд Гл. Линн понимает, что её хотят выжить из домика, но не находит в себе сил сопротивляться его обаянию.

## В ролях
- Джоан Кроуфорд — Линн Маркем
- Джефф Чандлер — Драммонд Гол
- Джен Стерлинг — Эми Роулинсон
- Сесил Келлауэй — Осберт Соренсон
- Джудит Эвелин — Элоиза Кренделл
- Чарльз Дрейк — лейтенант полиции Гейлли
- Натали Шафер — Квинт Соренсон
- Стюарт Рэндолл — Франкович
- Марджори Беннетт — миссис Мерчисон
- Рома Винсент — Пит Гомес